# Korpikån
De Korpikån is een rivier in het noorden van Zweden en ligt bijna helemaal in de gemeente Kalix. De rivier komt uit een meer in de buurt van het dorp Korpikå met veel moeras en is daar in het begin door het moeras niet altijd even duidelijk aanwezig. Aan de rivier liggen een aantal dorpen, in alfabetische volgorde: Björkfors, Empoberget, Granån, Hömyrfors, Klinten, Korpikå, Moån en Storsien. De rivier stroomt bij Björkfors de Sangis älv in en is ongeveer 40 kilometer lang.
De Moån is de grootste zijrivier van de Korpikån en komt in het dorp Moån daarin uit.